# Гацанига
Гацанига (итал. Gazzaniga) је насеље у Италији у округу Бергамо, региону Ломбардија.
Према процени из 2011. у насељу је живело 3788 становника. Насеље се налази на надморској висини од 372 м.

## Становништво
| 1936. | 1951. | 1961. | 1971. | 1981. | 1991. | 2001. | 2011. |
| ----- | ----- | ----- | ----- | ----- | ----- | ----- | ----- |
| 4.574 | 5.264 | 5.104 | 5.216 | 5.191 | 4.853 | 4.968 | 5.160 |